# Голубой легион
«Голубой легион» (исп. Legión Azul, нем. Blaue Legion) — формирование испанских добровольцев, участвовавших во Второй мировой войне, на стороне нацистской Германии, преемник «Голубой дивизии».

## История
Осенью 1943 года испанский диктатор Ф.Франко принял решение распустить «Голубую дивизию» и вернуть её в Испанию. При этом франкистское правительство обнаружило, что многие военнослужащие «Голубой дивизии» решили продолжать участвовать в боевых действиях на стороне Германии на Восточном фронте, поэтому 17 ноября 1943 года на базе «Голубой дивизии» было создано формирование, которое официально именовалось «Испанский легион добровольцев». На Восточном фронте оставалось около 2000 испанцев, которые вошли в состав этого формирования, а неофициально — «Голубой легион».
Наряду с сухопутными, несколько испанских авиационных формирований, так называемых «голубых эскадрилий», продолжали действовать с люфтваффе.
В середине декабря 1943 года «Голубой легион» был включён в состав 121-й дивизии вермахта, который оборонял Любань от наступающей Красной Армии и был вынужден отступить в Лугу вместе с остальными частями немецкой армии. Во время Ленинградско-Новгородской операции (январь — март 1944 года) советские войска полностью сняли блокаду Ленинграда, вынудив немцев отступить к Прибалтике. После этого состав «Голубого легиона» были перевезён по железной дороге в арьергард частей вермахта.
В начале 1944 года усилилось политическое давление на Испанию со стороны антигитлеровской коалиции, в связи с чем Франко отозвал испанцев с Восточного фронта. Вывод испанских частей начался 6 марта и был окончательно завершен 12 апреля 1944 года, когда «Голубой легион» де-факто прекратил своё существование.
В то же время ряд испанских добровольцев отказался вернуться в Испанию и остался на Восточном фронте, войдя в состав частей вермахта, некоторые из них сражались до конца Второй мировой войны. 140 испанских военнослужащих были зачислены в 28-ю пехотную дивизию СС, которая обороняла Померанию и Бранденбург, а впоследствии — в 11-ю моторизованную дивизию СС «Нордланд» и под командованием гауптштурмфюрера СС Мигеля Эскерра участвовали в обороне Берлина в 1945 году.